# Arhuaturo
Arhuaturo o Arwaturo 
es un sitio arqueológico ubicado en el distrito de Ahuac
 
, en la provincia de Chupaca, en el departamento de Junín, en el Perú. Se encuentra al oeste de la laguna de Ñahuimpuquio a 3460 m s. n. m., a 5 km de Chupaca y a 16 km de la ciudad de Huancayo.
Fue construida por los huancas en el periodo Intermedio Tardío (1200 - 1450) y posteriormente ocupada por el Imperio inca luego de la conquista en el Horizonte Tardío.

## Toponimia
Arhuaturo deriva de dos voces quechuas: "carhua" o "arhua" (quemado) y "turo" (hueso), al concatenar las voces se obtiene "arhuaturo" que quiere decir "hueso quemado" o "hueso amarillento".

## Descripción
En la explanada, de más de 3 km, se hallán las edificaciones más importantes: las colcas cuadrangulares (construcciones que se utilizaban para el depósito principalmente de alimentos), sin embargo el conjunto arquitectónico está compuesto por un total de 27 construcciones distribuidas de la siguiente forma: 
- Arhuaturo: Que cuenta con 16 construcciones,
- Huinsho: Cuenta con 11 construcciones, y
- Barrio religioso y guardianía

Las colcas están orientadas de sur a norte con el propósito de recibir los rayos del sol para mantener secos y frescos los alimentos almacenados, mientras que las viviendas son circulares construidas formando una circunferencia en torno al espacio central.